# أندي بيرمان
أندي بيرمان (بالإنجليزية: Andy Berman)‏ مواليد 24 فبراير 1968 في شيكاغو، هو ممثل ومنتج أمريكي بدأ مسيرته الفنية عام 1991.

## الأعمال
- روكيت باور
- زم الفضائي
- سي اس آي: التحقيق في موقع الجريمة
- سايك

## وصلات خارجية
- أندي بيرمان على موقع IMDb (الإنجليزية)
- أندي بيرمان على موقع ألو سيني (الفرنسية)
- أندي بيرمان على موقع أول موفي (الإنجليزية)
- أندي بيرمان على موقع قاعدة بيانات الفيلم (الإنجليزية)
- أندي بيرمان على موقع كينوبويسك (الروسية)